# Tankong Kunda
Tankong Kunda är en ort i Gambia. Den ligger i regionen Central River, i den östra delen av landet, 210 km öster om huvudstaden Banjul. Antalet invånare var 465 vid folkräkningen 2013.